# Акантостахис
Акантостахис (лат. Acanthostachys) — род растений семейства Бромелиевые (Bromeliaceae), произрастающий на территории Аргентины, Бразилии и Парагвая.

## Название
Ботаническое название рода Acanthostachys происходит от греческих слов ákanthos — колючее растение, и stachys — колос, что означает «колючий колос» и отражает его внешний вид, необычный для семейства бромелиевых.

## Биологическое описание
Виды варьируются от прямостоячих до свисающих и представляют собой относительно небольшие вечнозелёные многолетние травянистые растения, частично ксерофитные. Они формируют небольшие группы за счёт коротких, редко выступающих побегов и могут расти как эпифиты или наземные растения.
Несколько жёстких узких листьев с параллельными жилками длиной до 1 метра образуют прикорневую розетку на сжатой главной оси. Листья имеют зубчатый край и покрыты присасывающими чешуйками, по крайней мере, на нижней стороне.

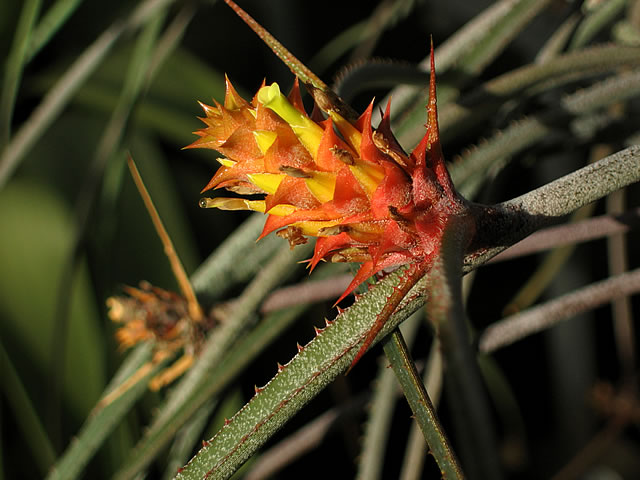
Acanthostachys strobilacea в культуре в Ботаническом саду Гейдельберга, Германия

У Acanthostachys strobilacea соцветие развивается на прямостоячем или свисающем стебле и окружено колючими листьями, похожими на прикорневые, но меньшего размера. У Acanthostachys pitcairnioides цветонос очень короткий. На конце стебля образуется конусообразное, плотное, округлое соцветие с шипами, напоминающее ананас, без верхушечного пучка листьев. Цветки расположены по отдельности между прицветниками.
Небольшие цветки радиально-симметричные и трёхчленные. Три чашелистика свободные. Три лепестка — жёлтые у Acanthostachys strobilacea и синие у Acanthostachys pitcairnioides — свободны до основания. Имеются два круга по три тычинки. Три плодолистика сросшиеся и образуют нижнюю завязь.
Плоды — ягоды, которые срастаются, образуя собирательный плод (синкарпий) размером менее 10 сантиметров.

## Применение
В культуре Acanthostachys strobilacea встречается изредка, преимущественно как комнатное растение или растение для подвесных корзин, так как он неприхотлив в уходе и имеет небольшие размеры. Благодаря своей устойчивости, непригодности в пищу для большинства животных и полной нетоксичности, его можно рекомендовать для использования в террариумах.
Мелкие плоды съедобны и обладают сладким вкусом.

## Таксономия
Acanthostachys Link, Klotzsch & Otto, первое упоминание в Icon. Pl. Rar. 1: 22 (1840).

### Виды
Подтвержденные виды (3) в соответствии с данными сайта Plants of the World Online на 2024 год:
- Acanthostachys calcicola Marcusso & Lombardi
- Acanthostachys pitcairnioides (Mez) Rauh & Barthlott
- Acanthostachys strobilacea (Schult. & Schult.f.) Klotzsch